# Clinton Hill (Brooklyn)
Clinton Hill es un barrio en la parte central del distrito de Brooklyn en Nueva York. Linda al este con Bedford-Stuyvesant, al oeste con Fort Greene, al norte con Wallabout Bay y al sur con Prospect Heights. El barrio cuenta con el 88.º distrito policial del Departamento de Policía de Nueva York.
En los años 1840, Clinton Hill se convirtió en un barrio de moda para los ricos de Brooklyn, pudiendo llegar a Manhattan a través de la diligencia del Fulton Ferry en la cercana Brooklyn Heights. En los años 1880 y 1890, la avenida Clinton contaba con numerosas mansiones de millonarios, muchas de las cuales aún están en pie. La más prominente de ellas estaba relacionada con Charles Pratt, que construyó una mansión para él mismo y como regalo de bodas para tres de sus cuatro hijos. Esas cuatro mansiones están localizadas en la avenida Clinton entre DeKalb y Willoughby. El Instituto Pratt, fundado por Charles Pratt en 1887, está ubicado a pocas manzanas de su antigua casa. Debido en parte a la presencia del Instituto Pratt, el barrio cuenta con una creciente comunidad de las artes.
Clinton Hill tiene una de las mayores concentraciones de casas adosadas del periodo de la posguerra. También está localizado en el barrio el campus de Brooklyn del St. Joseph's College.

## Transporte
Clinton Hill está servido por el servicio de metro C, que para en la estación de Avenidas Clinton-Washington, y por el servicio G, con parada en las estaciones de Avenida Classon y Avenidas Clinton y Washington. Varias rutas de autobús del New York City Transit proporcionan servicios al barrio, incluyendo las B38, B48, B54, B52, B57, B61 y B69.

## Residentes notables
- El rapero Christopher Wallace, más conocido como The Notorious B.I.G. o Biggie Smalls, creció en Clinton Hill,[3] aunque en sus letras afirma ser de Bedford-Stuyvesant.
- La actriz Rosie Perez actualmente vive en Clinton Hill.[3]
- La poeta Marianne Moore vivió y trabajó en Clinton Hill.
- Los raperos Mos Def y Talib Kweli viven en Clinton Hill.[3]
- La breakdancer Diana Martínez vive en Clinton Hill.
- El poeta Walt Whitman vivió en la calle 99 Ryerson mientras trabajaba en Leaves of Grass.[4]